# Pendleton (Oregon)
Pour les articles homonymes, voir Pendleton.
La ville de Pendleton est le siège du comté d'Umatilla, dans l'Oregon, aux États-Unis. Sa population a été estimée en 2006 à 17 310 habitants. La ville a été baptisée du nom de George H. Pendleton, sénateur américain.

## Histoire
Un comptoir commercial a été construit à Pendleton dès 1851. Un bureau de poste nommé Marshall fut ensuite construit en 1865. Le nom actuel de la ville fut donné en 1868 et la ville fut incorporée en 1880.

## Géographie
La ville est située au nord-est de l'Oregon, le long de l'Interstate 84 à mi-chemin entre Portland et Boise. La rivière Umatilla coule à travers la ville.

## Personnalités liées à la ville
- Elaine Miles, actrice, est née à Pendleton ;
- Dave Cockrum, auteur de comic-book, est né à Pendleton.

## Jumelages
- Haramachi (Japon)
- Växjö (Suède)

## Source
- (en) Cet article est partiellement ou en totalité issu de l’article de Wikipédia en anglais intitulé « Pendleton, Oregon » (voir la liste des auteurs).